# Strabišov - Oulehla
Strabišov - Oulehla este o arie protejată (sit de importanță comunitară — SCI) din Republica Cehă întinsă pe o suprafață de 596,59 ha, integral pe uscat.

## Localizare
Centrul sitului Strabišov - Oulehla este situat la coordonatele 49°10′48″N 17°11′59″E / 49.18°N 17.199722°E.

## Înființare
Situl Strabišov - Oulehla a fost declarat sit de importanță comunitară în aprilie 2005 pentru a proteja 1 specie de plante.

## Biodiversitate
Situată în ecoregiunea continentală, aria protejată conține 4 habitate naturale: Pajiști uscate seminaturale și facies de acoperire cu tufișuri pe substraturi calcaroase (Festuco-Brometalia) (* situri importante pentru orhidee), Păduri de stejar și carpen Galio-Carpinetum, Pajiști uscate seminaturale și facies de acoperire cu tufișuri pe substraturi calcaroase (Festuco-Brometalia) (* situri importante pentru orhidee), Păduri stepice euro-siberiene cu Quercus spp..
La baza desemnării sitului se află o specie protejată de  plante: papucul doamnei (Cypripedium calceolus).